# Okrug Nassau, New York
Okrug Nassau (engleski: Nassau County) je okrug u američkoj saveznoj državi New York koji se nalazi na Long Islandu. Okrug je dobio ime po starom nazivu za Long Island, koji je prvobitno nazvan „Nassau“ prema nizozemskom plemiću Vilimu od Nassaua. Ovo je jedan od četiri upravna područja na Long Islandu (uz okrug Suffolk i newyorške četvrti Queens i Brooklyn).

## Povijest
Okrug Nassau ja izvorno bio dio okruga Queens koji je bio jedan od dvanaest okruga Provincije New York. Teritorij današnjeg okruga Nassau sastoji se od istočnih 70% bivšeg okruga Queens. Kada je 1898. oformljen današnji teritorij New York Cityja zapadni dio okruga (današnja četvrt Queens) ušla je u sastav tog grada.
U 20. stoljeća su se mnogi građani New York Cityja (posebno iz Brooklyna i Queensa) preselili iz urbanog dijela grada u prigratska naselja u okrugu Nassau.
Ovaj okrug, zajedno sa susjednim okrugom Suffolk je statistički najsigurnije područje u Sjedinjenim Državama, s najmanjom stopom kriminala.
Ovaj je okrug, po bogatstvu, drugi u državi New York i deseti u SAD-u.

## Zemljopis
Okruzi koji graniče s okrugom Nassau su:
- Okrug Queens, New York - na zapadu
- Okrug Suffolk, New York - na istoku
- Okrug Bronx, New York sjeverozapadno, morska granica
- Okrug Westchester, New York - sjeverozapadno, morska granica
- Okrug Fairfield, Connecticut - na sjeveru, morska granica

### Upravna podjela
U državi New York, grad (town) je glavna jedinici upravne podjele unutar okruga. Ovaj pojam razlikuje se od pojma city. Svi stanovnici države New York koji ne žive u cityju ili indijanskom rezervatu žive u townu.
Dva grada sa statusom cityja nalaze se na teritoriju okruga Nassau:
- Glen Cove, New York
- Long Beach, New York

Tri grada sa statusom towna (unutar kojih se nalazi više naselja) na teritoriju okruga Nassau su:
- Hempstead, New York
- North Hempstead, New York
- Oyster Bay, New York

## Stanovništvo
Prema popisu stanovništva iz 2000. godine, u okrugu Nassau živjelo je 1.334.544 osoba u 447.387 kućanstva. 79,30% stanovništva okruga čine bijelci, a 10,01% Afroamerikanci. Glavne etničke skupine su : Talijani (23%), Irci (14%) i Nijemci (7%). Stanovništvo ovog okruga karakterizira veliki broj sljedbenika judaizma, koji čine 15,5% stanovništva okruga.

## Vanjske poveznice
- Službena stranica okruga